# Volksbank Hamm/Sieg
Die Volksbank Hamm/Sieg eG ist eine Genossenschaftsbank mit Sitz in der rheinland-pfälzischen Gemeinde Hamm (Sieg) im Landkreis Altenkirchen.

## Geschichte
Die heutige Volksbank Hamm/Sieg eG wurde am 27. Januar 1920 gegründet. Im Jahr 1980 fusionierte sie mit der Raiffeisenkasse Hamm/Sieg eG mit Sitz in Breitscheidt, sowie letztmals im Jahr 1983 mit der Raiffeisenkasse Eichelhardt eG mit Sitz in Eichelhardt.

## Rechtsverhältnisse
Die Volksbank Hamm/Sieg eG (lt. GnR „Volksbank Hamm/Sieg eingetragene Genossenschaft“) ist im Genossenschaftsregister beim Amtsgericht Montabaur unter GnR 10243 eingetragen.

## Organisationsstruktur
Rechtsgrundlagen sind das Genossenschaftsgesetz und die durch die Generalversammlung beschlossene Satzung. Organe der Bank sind der Vorstand, der Aufsichtsrat und die Generalversammlung.

## Sicherungseinrichtung
Die Volksbank Hamm/Sieg eG ist der amtlich anerkannten Sicherungseinrichtung des Bundesverbandes der Deutschen Volksbanken und Raiffeisenbanken GmbH und der zusätzlichen freiwilligen Sicherungseinrichtung des Bundesverbandes der Deutschen Volksbanken und Raiffeisenbanken e.V. angeschlossen.

## Geschäftsausrichtung
Die Volksbank Hamm/Sieg eG betreibt das Universalbankgeschäft. Im Verbundgeschäft arbeitet sie mit der DZ Bank, R+V Versicherung, Bausparkasse Schwäbisch Hall, Teambank, VR Leasing,  DZ Hyp und der Union Investment zusammen.

## Geschäftsgebiet
Das Geschäftsgebiet liegt im Norden des Landkreises Altenkirchen, sowie auch im Rhein-Sieg-Kreis.
An diesen Orten betreibt die Bank Filialen:
- Hamm/Sieg (Hauptstelle, jur. Sitz)
- Eichelhardt (Geschäftsstelle)
- Windeck (Geschäftsstelle)